# Воєводіна Оксана Андріївна
Воєводіна Оксана (народилася 10 липня 1992 року в Астрахані), також відома як Ріхана Петра, колишня дружина султана Мухаммеда V Келантанського, колишнього короля Малайзії. Вона також російська модель українського походження, а також Міс Москва 2015 року переможниця конкурсу краси.

## Біографія
Воєводіна Оксана виросла та здобула освіту в Таганрозі, місті Ростовської області, Росія. Її батько, Андрій Горбатенко, хірург-ортопед з Ростова-на-Дону, має клініки в Ростові-на-Дону і Таганрозі. Її мати Людмила Воєводіна, концертуюча піаністка, працювала у Великому театрі. Оксана вивчила англійську, відвідуючи літню школу Оксфорда. Пізніше вона здобула ступінь бакалаврки економіки в Російському економічному університеті імені Плеханова у Москві та згодом отримала ступінь магістерки менеджменту. Як учасниця конкурсу краси в 2015 році Воєводіна виграла титул «Міс Москва».

## Особисте життя
22 листопада 2018 року Воєводіна таємно одружилася з султаном Мухаммедом V Келантаном і 15-м Ян ді-Пертуан Агонгом або королем Малайзії як своєю другою дружиною в Москві, Росія, без відома першої дружини свого чоловіка. Перша дружина її чоловіка — султана Нур Діана Петра. Традиційне малайське весілля вони відгуляли 7 червня 2018 року в Малайзії перед святкуванням російського весілля. Того ж року, у квітні 2018 року, вона прийняла іслам і змінила своє ім'я на Ріана Оксана Петра, прийнявши прізвище Мухаммеда V. Хоча передбачуване весілля широко висвітлювалося та обговорювалося в соціальних мережах, станом на січень 2019 року відсутня жодна офіційна інформація, яка б підтвердити або спростувала цю інформацію. З 6 січня 2019 року Султан Мухаммад зрікся престолу як Янг ді-Пертуан Агонг Малайзії, майже за три роки до закінчення терміну його повноважень; коментатори припустили, що це було викликано протидією його шлюбу з Воєводіною.
ЗМІ повідомили про народження сина Тенгку Ісмаїла Леона Петра бін Тенгку Мухаммада V Фаріса Петра 21 травня 2019 року в Москві. 22 червня 2019 року, через місяць після народження їхнього спільного сина, Мухаммед V в Сінгапурі розлучився з Воєводіною за допомогою «таляк тиги» (третій талак) або таляк бааїн, безповоротне розлучення, виконане шляхом простого оголошення дружині, що він розриває шлюб, який вважається найбільш образливим і несхвалюваним видом розлучення в ісламі.
Під час телеінтерв'ю з російською ведучою та провідною жінкою-опозиційним політиком Ксенією Собчак Воєводіна викрила чеську дружину Мухаммеда V, Діану Якубкову, яка в червні 2019 року зв'язалася з нею та її батьком, ображаючи та погрожуючи її синові. Цей інцидент широко обговорювався в британських і російських ЗМІ.
Після того, як Воєводіна опублікувала фотографії їхнього спільного життя у своєму акаунті в Instagram, 6 вересня 2019 року палац Келантан нарешті опублікував офіційну заяву, засудивши це як неправдиве, засудивши публікації приватного життя монарха в соціальних мережах як недоречні та наклепницькі. Султан якимось чином висловив «жаль» щодо свого особистого вибору в приватному житті, який викликав збентеження людей, хоча і не згадуючи жодних імен; мабуть, визнавши, шлюб таки був.